# Сентрал Паколет (Јужна Каролина)
Сентрал Паколет (енгл. Central Pacolet) град је у америчкој савезној држави Јужна Каролина.

## Демографија
По попису из 2010. године број становника је 216, што је 51 (-19,1%) становника мање него 2000. године.
| Група             | 2000.       | 2010.       |
| Белци             | 249 (93,3%) | 201 (93,1%) |
| Афроамериканци    | 6 (2,2%)    | 9 (4,2%)    |
| Азијати           | 9 (3,4%)    | 4 (1,9%)    |
| Хиспаноамериканци | 2 (0,7%)    | 1 (0,5%)    |
| Укупно            | 267         | 216         |